# Leea setuligera
Leea setuligera là một loài thực vật hai lá mầm trong họ Nho. Loài này được C.B. Clarke miêu tả khoa học đầu tiên năm 1881.